# Kurimany
Kurimany, dříve Kurimiany, jsou obec na Slovensku v okrese Levoča.

## Polohopis

### Části obce
- Za gruntom
- Pod Rejbargom
- Prez dolinu
- Ku krčme

### Ulice
- Nová ulica

### Vodní toky
- Kurimiansky Potok

### Vodní plochy
- 2 km vzdálené rybníky v Levočských loukách

## Dějiny
Obec Kurimany byla založena v časech christianizace Spiše jako Villa s. Quirini. Jméno dostala po sv. Kvirínovi, který je ještě i dnes patronem obce. V blízkosti nynějšího kostela se pod zemí nacházejí základy starého, gotického kostela. Kámen z tohoto kostela byl použit při stavbě nynějšího kostela v roce 1806. Dříve byly v obci starší dřevěné kostely.
V obci se nacházejí pozůstatky osady z období přibližně 2500 let před Kr. Založení obce se připisuje velkomoravským Slovanům. Našly se pozůstatky starých slovanských obydlí z 8.–11. století po Kristu.
První písemná zmínka o Kurimany (tehdy Villa Quirin) je z roku 1298 na listině 24 spišských královských farářů. Na téže listině se poprvé zmiňuje i Spišská Nová Ves.
Po tatarském vpádu (1241–1242) začaly na Spiš přicházet kolonizátoři, saští Němci. Založili Levoču, která se stala jejich hlavním městem. Levočský měšťané zakládali usedlosti mimo území města. Kurimany byly pravděpodobně založeny podobným způsobem, jejich zakladatel je pravděpodobně comes Fridricus neboli hrabě Fridrich (kolem roku 1250). Kurimany patřily do Společenství spišských Sasů založeného listinou z roku 1271. Právně byly městečkem, obyvatelé byli svobodní občané.
V roce 1465 získal Imrich Zápolský Spišský hrad a spolu s nim i okolní osady a vesnice, mezi nimi i Kurimany. Kurimany tak postupně upadly na úroveň poddanských vesnic, stejně obyvatelé obce se staly poddanými hradního panství. Majetnější Němci se odstěhovali do Levoče.
Během povstání Štěpána Bočkaje, dne 9. listopadu 1605 přepadli obec hajdúsové. Po tom, co se neúspěšně snažili dobýt Spišský hrad, se rozhodli pomstít se panovníkovi tak, že plenili jeho poddanské obce. Po vpádu Bočkajových hajdúchů zůstali v Kurimanech jen tři domy, ostatní byly vypáleny. Později byly Kurimany opět napadeny a vypáleny během dalších povstání v letech 1619 a 1677.
V roce 1700 měly Kurimany 33 obyvatel – všichni byli Němci. V roce 1731 zde žilo 52 lidí, v roce 1752 byl počet obyvatel 51. Mezitím se Kurimany poslovenštily. V roce 1784 žilo v Kurimanech 81 obyvatel v 11 domech a v roce 1831 zde bylo již 124 obyvatel. V roce 1870 měla obec 173 obyvatel, všichni byli římští katolíci, většinou slovenské národnosti.
Během první světové války odešlo na frontu 37 mužů z Kurimian, osm na bojišti zahynulo. Po skončení války v roce 1918 byla založena Československá republika. Kurimany patřily do Spišské župy se sídlem v Levoči. Maďarské pojmenování obce Kiskérény se změnilo na slovenské Kurimany, úřední řečí se stala slovenština. Všichni obyvatelé obce se živili zemědělstvím.
Prohlášení Slovenského štátu v roce 1939 přijali obyvatelé Kuriman s nadšením. Po zahájení druhé světové války z obce odešlo do armády 14 Kurimančanů.
Na podzim 1939 postihla (z důvodu nízké životní úrovně a zanedbané hygieny) obec epidemie tyfu[nepřesný odkaz], následkem čehož v průběhu měsíce zemřelo v obci 7 lidí.
V prosinci 1944 byla obec zapojena do elektrické sítě.
V letech 1944 a 1945 byly v Kurimany maďarská, později německá vojska. V lednu 1945 útočilo německé dělostřelectvo z Kuriman na sovětskou armádu, která byla v Domaňovcích. 26. ledna německá vojska odešla a na druhý den byly Kurimany osvobozeny sovětskou armádou.
Ze 157 voličů v Kuriman získala ve volbách v roce 1946 Demokratická strana 147 hlasů, Komunisté dostali 8 hlasů.
Od skončení 2. světové války cítili Kurimanští rolníci silný nátlak na vytvoření společného zemědělského družstva. Nátlaku odolávali až do roku 1957, kdy se po konfliktu se státem rozhodlo 14 rolníků vstoupit do Jednotného roľnického družstva, ostatním později stát půdu odebral ve prospěch JRD. V roce 1973 bylo JRD v Kurimanech spojené s JRD v sousední obci Iliašovce.

## Politika

### Zastupitelstvo
Starostkou je od roku 2010 paní Anna Hricová.

### Obyvatelstvo
V roce 2006 měla obec zhruba 365 obyvatel.

## Kultura a zajímavosti

### Stavby
- Kulturní dům
- Požární zbrojnice
- Areál PD
- Fotbalové hřiště

### Památky
- Barokní římskokatolický kostel sv. Kvirína ze 17. století

### Pomníky
- Hřbitov

### Parky
- Ovocný sad